# Виньоне
Виньо̀не (на италиански: Vignone; на пиемонтски: Vignon, Виньон, на местен диалект: Vignun, Виньун) е село и община в Северна Италия, провинция Вербано-Кузио-Осола, регион Пиемонт. Разположено е на 449 m надморска височина. Населението на общината е 1219 души (към 2010 г.).